# Ferdinand Rosenthal

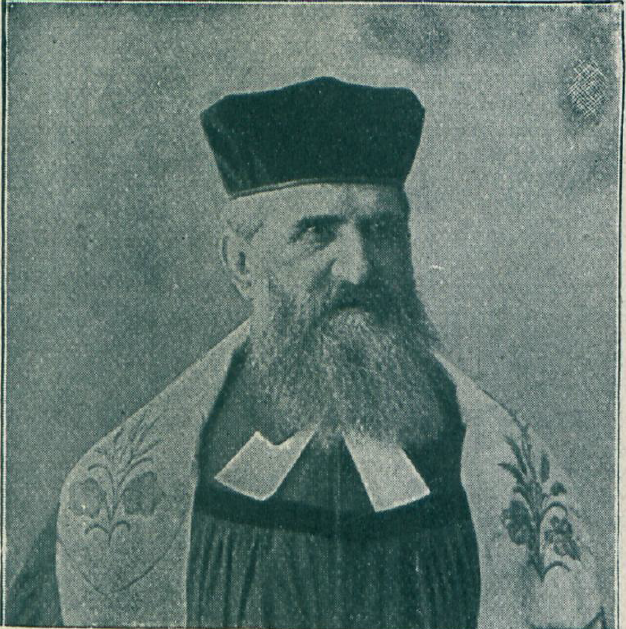
Ferdinand Rosenthal

Ferdinand Rosenthal (10. November 1839 in Kaposvár, Kaisertum Österreich – 5. März 1921 in Breslau) war ein deutscher Rabbiner und Autor.

## Leben
Ferdinand Rosenthal, der aus einer Rabbinerfamilie stammte, studierte an verschiedenen Jeschiwot und an den Universitäten Leipzig und Berlin, wo er 1866 promoviert wurde. Im Jahr 1867 wurde er Rabbiner in Beuthen (siehe Synagoge Beuthen) und 1887 in Breslau.
Rosenthal war Mitglied der Gesellschaft der Brüder.

## Schriften (Auswahl)
- Das Erste Makkabäerbuch, Leipzig 1867 (Dissertation an der Universität Leipzig)
- Die Erlässe Cæsars und die Senatusconsulte in Josephus..., Breslau 1879
- Vier Apokryphische Bücher aus der Zeit und Schule R. Akiba's, Leipzig 1885
- Marcus Brann, Ferdinand Rosenthal (Hrsg.): Gedenkbuch zur Erinnerung an David Kaufmann. Schottlaender, Breslau 1900
- Festpredigten, Poppelauer, Berlin 1917